# Rokytka (odbočka)
Rokytka, celým oficiálním název Praha-Holešovice obvod Rokytka, je jedním z obvodů železniční stanice Praha-Holešovice. Původně šlo o samostatnou odbočku (označována jako Odb Rokytka), která se nachází v km 1,003 dvoukolejné trati mezi stanicemi Praha–Libeň a Praha-Holešovice. V odbočce se do uvedené trati napojují dvě koleje z odbočky Balabenka, která byla postavena v rámci výstavby tzv. Nového spojení.

## Historie
Odbočka Rokytka vznikla v rámci výstavby tzv. Holešovické přeložky, která byla dána do provozu 23. prosince 1980. Původně odbočka začínala později snesenou tratí od Prahy hl. n. přes výhybnu Vítkov, která se v odbočce Rokytka rozvětvila na dvoukolejnou trať směr Prahy-Vysočany a na dvě spojovací koleje, které se v odbočce napojily do dvoukolejné trati z Libně do Holešovic. V rámci výstavby Nového spojení bylo napojení na Vítkov zrušeno a konfigurace odbočky se značně zjednodušila. Odbočení směrem na Vysočany bylo začleněno do nově vybudované odbočky Balabenka. Rovněž došlo k začlenění odbočky do stanice Praha-Holešovic, takže Rokytka jako samostatná odbočka již neexistuje.

## Popis odbočky

### Stav před výstavbou Nového spojení
Odbočka byla vybavena reléovým zabezpečovacím zařízením AŽD 71, které bylo dálkově ovládáno ze sousední stanice Praha-Holešovice. V závěru 90. let 20. století byla odbočka obsazena jen v denním směnách staničním dozorcem. V odbočce bylo pět výhybek vybavených elektromotorickým přestavníkem, výhybka č. 1, 2 a 3 byly v místě dělení tratě od Vítkova na dvě koleje směr Vysočany a dvě spojky směrem na Holešovice, výhybky č. 4 a 5 byly v místě napojení těchto spojek do tratě z Libně do Holešovic. Odbočka byla kryta vjezdovými návěstidly VS od Vítkova, 1L a 2L od Libně, v opačném směru pak 1VS a 2VS od Vysočan a 1S a 2S od Holešovic. Vzhledem k rozsáhlosti odbočky zde byla pro některé směry i odjezdová a cestová návěstidla. Jízdy vlaků byly zabezpečeny do Holešovic automatickým blokem, do ostatních tří směrů pak automatickým hradlem.

### Stav po výstavbě Nového spojení
Obvod Rokytka je integrován do elektronického stavědla ESA 11 stanice Praha-Holešovice, které je ovládáno z CDP Praha, případně z pracoviště pohotovostního výpravčího v Kralupech nad Vltavou nebo místně výpravčím v Holešovicích. Ve výjimečných případech je možné obvod Rokytka ovládat z desky nouzových obsluh (DNO), která je umístěna společně z DNO odbočky Balabenka v měnírně Balabenka v areálu CDP Praha. Hranicemi obvodu jsou vjezdová návěstidla 1L + 2L (od Libně), 501L + 502L (od Balabenky) a odjezdová návěstidla S91b + S92b (od Holešovic). V obvodu Rokytka jsou jen dvě výhybky: 501 pro napojení koleje 501 od Balabenky a koleje 1 od Libně, 502 pro napojení koleje 502 od Balabenky a koleje 2 od Libně. Obě výhybky jsou přestavovány elektromotorickým přestavníkem a jsou vybaveny ohřevem pro zimní podmínky. Jízda vlaků mezi stanicí Praha-Holešovice (a tedy i mezi obvodem Rokytka) a sousední stanicí Praha-Libeň, resp. odbočkou Balabenka je zabezpečena automatickým blokem integrovaným do elektronického stavědla Praha-Holešovice.